# Зігмонді (місячний кратер)
Кра́тер Зігмо́нді (лат. Zsigmondy) — великий стародавній метеоритний кратер у північній півкулі зворотного боку Місяця. Назву присвоєно на честь австро-угорського і німецького хіміка, лауреата Нобелівської премії з хімії Ріхарда Зігмонді (1865—1929) і затверджено Міжнародним астрономічним союзом у 1976 році. Кратер утворився у нектарському періоді.

## Опис кратера

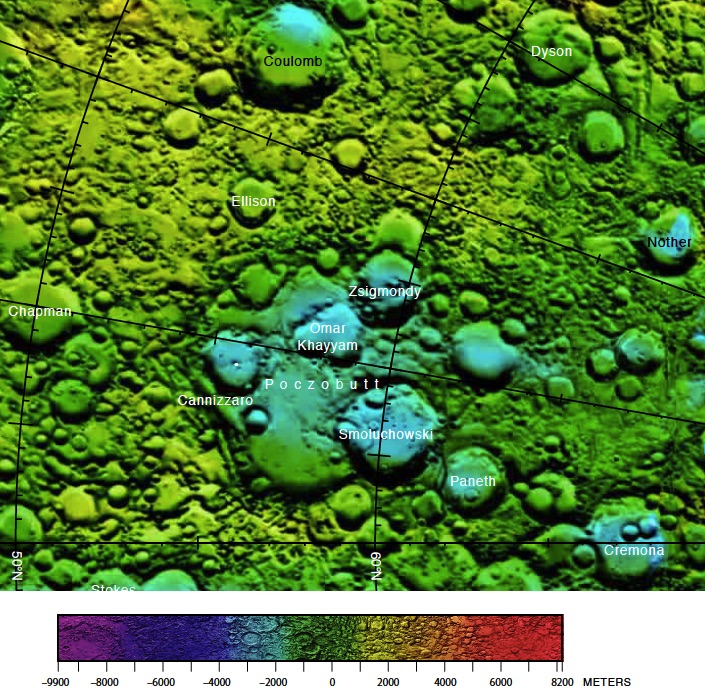
Околиці кратера Зігмонді. Фрагмент мапи зворотного боку Місяця

Найближчими сусідами кратера є кратер Дайсон на заході; кратер Смолюховський на сході; кратер Омар Хаям, що прилягає до південно-східної частини кратера Зігмонді (у свою чергу, кратер Омар Хаям розташований всередині великого кратера Почобут) і кратер Еллісон на півдні південному заході. Селенографічні координати центру кратера 59°31′ пн. ш. 105°18′ зх. д. / 59.52° пн. ш. 105.3° зх. д., діаметр 66,88 км, глибина 2,7 км.
За тривалий час свого існування кратер зазнав значних руйнувань і має полігональну форму. Своєю західною частиною кратер перекриває сателітний кратер Зігмонді S (див. нижче). Західна ділянка валу перекрита чашоподібним кратером, південна і південно-східна частина валу перекрита групою кратерів. Висота валу над навколишньою місцевістю сягає 1250 м, об'єм кратера становить приблизно 3 700 куб.км. Дно чаші є відносно рівним з невеликим центральним піком. На південний захід від кратера розташовується примітне скупчення кратерів.

## Сателітні кратери
| Зігмонді | Координати                                                  | Діаметр, км |
| -------- | ----------------------------------------------------------- | ----------- |
| A        | 62°29′ пн. ш. 102°25′ зх. д. / 62.48° пн. ш. 102.42° зх. д. | 61,2        |
| S        | 59°22′ пн. ш. 107°17′ зх. д. / 59.36° пн. ш. 107.28° зх. д. | 66,8        |
| Z        | 61°53′ пн. ш. 105°31′ зх. д. / 61.88° пн. ш. 105.51° зх. д. | 23,7        |

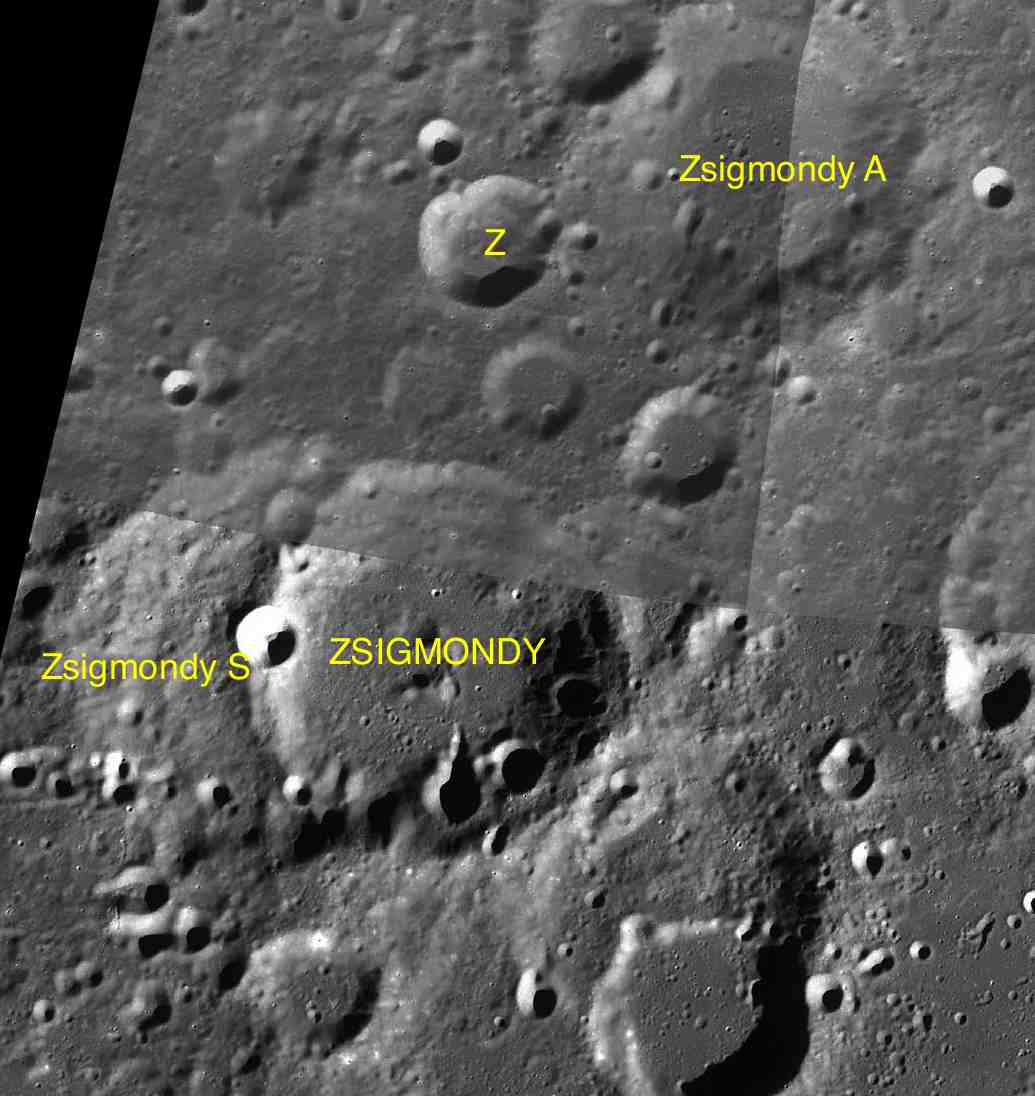
Фрагмент мапи LAC-21.

- Утворення сателітного кратера Зігмонді A відбулось у нектарському періоді[1].
- Утворення сателітного кратера Зігмонді S відбулось у донектарському періоді[1].